# Екте гейтост
Екте гейтост (норв. ekte geitost) або (норв. brun geitost), «коричневий козячий сир» — норвезький напівтвердий бруност, виготовлений виключно із козячої молочної сироватки. Сир має солодкий, карамельний смак та коричнюватий колір. Сироватку кип’ятять, цукри, що містяться в молоці, карамелізуються і сир отримує характерний смак і колір.